# Bruno Stegagnini

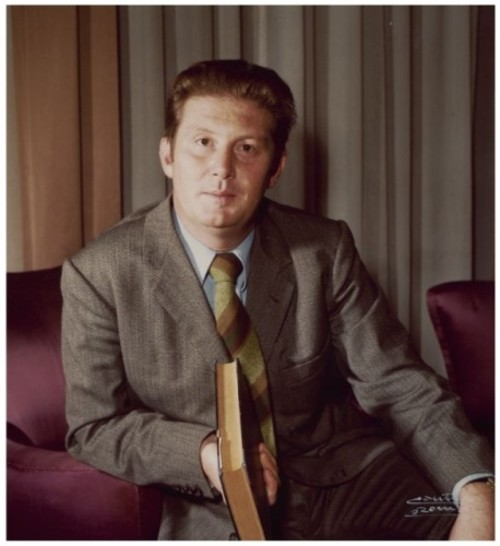
Bruno Stegagnini

Bruno Stegagnini (Roma, 9 gennaio 1939) è un politico e militare italiano.

## Biografia
Dopo aver frequentato la Nunziatella e quindi l'Accademia militare di Modena, divenne ufficiale dell'Arma dei Carabinieri. Nel 1968 con il grado di tenente prestò servizio a Sassari, operando contro l'anonima sequestri. Lì conobbe il sassarese Francesco Cossiga, all'epoca sottosegretario DC alla difesa.
Candidato nel 1976 alle elezioni politiche per la Camera dei deputati, nella lista della Democrazia Cristiana nella circoscrizione di Firenze, fu primo dei non eletti e subentrò a Giorgio La Pira il 9 novembre 1977.
Fu rieletto deputato nel 1979 e nel 1983. Quell'anno fu vicepresidente della commissione difesa della Camera. Riconfermato nel 1987, fu indicato come membro dell'Assemblea parlamentare del Consiglio d'Europa, prima supplente, poi titolare.
Restò a Montecitorio fino al 1992 .
Tornato in servizio nell'Arma con il grado di colonnello, si congedò nel 1999 con il grado di generale di brigata.